# Don Li
Don Li Yi Long es un cantante y actor de Hong Kong, miembro de la Emperor Entertainment Group,  Music Icon Records. Don Li fue finalista en Talent Show en 2002 en Hong Kong. En 2003, comenzó su carrera en la industria del entretenimiento, actuando en series de televisión. En 2005, Li y Mandy Chiang comenzaron sus carreras musicales como pareja o dúo musical. En enero de 2007, Chiang anunció que ella y Li, continuaran sus carreras musicales en solitarios.
Desde 2009, el cantante y actor, ha estado trabajando activamente, con una reciente drama en una sreie de televisión titulada, Zhang Xiao Wu De Chun (张小 五 的 春天). El 14 de julio de 2010, Don lanzó su muy esperado nuevo EP en mandarín titulado For My Dearest, en la que Don ha involucrado personalmente gran parte de la producción de este nuevo álbum, desde la selección de canciones y el estilo, para cubrir el diseño y la música en la dirección de su vídeo musical. Este EP contiene cinco canciones de títulos de una sola palabra, en la que aclaren las diferentes etapas de una relación romántica, el enamoramiento, la separación, reunión, y finalmente la iluminación. El EP también incluye un DVD, que contiene tres videos musicales, uno de ellos con Vincy Chan y Yumiko Cheng.

## Series de televisión
- Hearts Of Fencing (2003)
- A Handful Of Love (2004)
- Sunshine Heartbeat (2004)
- Ten Brothers (2005)
- Da Tang Nü Xun An (2011)

## Filmografía
- Dating Death (失驚無神) (2004)
- Moments of Love (擁抱每一刻花火) (2005)
- Yarudora (心跳季節) (2005)
- Rob-B-Hood (寶貝計劃) (2006)
- The Haunted School (校墓處) (2007)
- Dancing Lion (醒狮) (2007)
- Whispers and Moans (性工作者十日談) (2007)

## Discografía
- Don Li - The Single (2003)
- Don & Mandy (2005)
- Don & Mandy - Rainy Lover (2006)
- Don & Mandy - Winter Lover (2006)
- Don Li - 李威樂 (2007)
- Don Li - For My Dearest (2010)

CD
01. 倆
02. 零
03. 誰
04. 悟
05. 快
06. 誰 (粵語)
DVD
01. 零
02. 誰
03. 倆

## Temas musicales
The Winter Melon Tale (TVB)-Chris Lai and Don Li (2009)